# Взори (Свентокшиське воєводство)
Взори (пол. Wzory) — село в Польщі, у гміні Іваніська Опатовського повіту Свентокшиського воєводства.
Населення — 350 осіб (2011).
У 1975-1998 роках село належало до Тарнобжезького воєводства.

## Демографія
Демографічна структура на день 31 березня 2011 року:
|          | Загалом | Допрацездатний вік | Працездатний вік | Постпрацездатний вік |
| -------- | ------- | ------------------ | ---------------- | -------------------- |
| Чоловіки | 164     | 36                 | 109              | 19                   |
| Жінки    | 186     | 43                 | 107              | 36                   |
| Разом    | 350     | 79                 | 216              | 55                   |